# Charlotta Sofia af Forselles
Charlotta Sofia af Forselles, född 26 augusti 1823, död 22 augusti 1858 i Åbo, var en finländsk landskapsmålare. Hon var dotter till generalkonsuln Göran Henrik Samuel af Forselles och Charlotta Adriana von Ackenholtz och från 1848 gift med stadsläkaren i Björneborg Ernst Johan Sourander.